# Signe Bruun
Signe Bruun, född den 6 april 1998, är en dansk fotbollsspelare. Hon representerar Real Madrid och det danska landslaget.

## Biografi
Bruun inledde sin seniorkarriär i Fortuna Hjørring år 2014. Hon har även spelat för Olympique Lyonnais och Paris Saint-Germain innan hon 2024 kontrakterades av Real Madrid. Hon har även representerat det danska damlandslaget där hon debuterade 2017.